# 소니 뮤직 퍼블리싱
소니 뮤직 퍼블리싱(Sony Music Publishing)은 소니의 음원 저작권 회사이다. 약 75만곡을 소유하고 있으며 가치는 10억 달러를 넘어선다. 비틀즈, 앨비스프레슬리, 셀린디온, 비욘세, 마돈나 등 많은 가수들의 노래 저작권이 이 회사의 소유이기도 하다. 2016년 소니가 마이클 잭슨 재단으로부터 지분 50%를 인수하여 완전 자회사화하였다.